# Wielkie kłopoty (film 1967)
Wielkie kłopoty (ang. Double Trouble) – amerykański film z 1967 roku w reżyserii Normana Tauroga z udziałem Elvisa Presleya w roli głównej.